# Torneo de Hobart 2014
El Moorilla Hobart International 2014 fue un evento de tenis WTA International en la rama femenina. Se disputó en Hobart (Australia), en el complejo Hobat International Tennis Center y en cancha dura al aire libre, haciendo parte de un par de eventos que hacen de antesala al Australian Open, entre el 6 de enero y 12 de enero de 2014 en los cuadros principales femeninos, pero la etapa de clasificación se disputó desde el 5 de enero.

## Cabezas de serie

### Individuales femeninos
| Tenista                   | Ranking | Preclasificada |
| Samantha Stosur           | 18      | 1              |
| Kirsten Flipkens          | 20      | 2              |
| Yelena Vesnina            | 25      | 3              |
| Anastasiya Pavliuchenkova | 26      | 4              |
| Flavia Pennetta           | 31      | 5              |
| Mona Barthel              | 34      | 6              |
| Klára Zakopalová          | 35      | 7              |
| Bojana Jovanovski         | 36      | 8              |

### Dobles femeninos
| Tenista                             | Ranking | Preclasificada |
| Marina Erakovic Zheng Jie           | 45      | 1              |
| Lisa Raymond Zhang Shuai            | 86      | 2              |
| Irina Buryachok Oksana Kalashnikova | 125     | 3              |
| Chan Yung-jan Janette Husárová      | 139     | 4              |

## Campeonas

### Individuales femeninos
Garbiñe Muguruza venció a  Klára Zakopalová por 6-4, 6-0 

### Dobles femenino
Monica Niculescu /  Klára Zakopalová vencieron a  Lisa Raymond /  Shuai Zhang por 6-2, 6-7(5), [10-8] 